# Белевский, Владимир Николаевич
Владимир Николаевич Белевский (6 июня 1963, Калуга) — советский и российский спортсмен. Двукратный чемпион Европы по летнему биатлону, Мастер спорта международного класса (1996).

## Биография
Родился в Калуге. Учился в местной школе № 12. Выпускник калужского педуниверситета, который окончил в 1986 году.
Белевскому первому в России было присвоено звание мастера спорта международного класса по летнему биатлону.
В качестве тренера подготовил Алексея Васина и Дмитрия Зубкова, победителей первенств Европы и России по летнему биатлону.
Преподаватель кафедры физического воспитания Института социальных отношений КГУ имени Циолковского.
Помимо летнего биатлона известен как участник соревнований по военно-прикладному многоборью. Участвует также в турнирах по футболу и баскетболу среди любителей и ветеранов.